# Honeywell AGT1500
Honeywell AGT1500 — американський танковий газотурбінний двигун (ГТД), який є основним двигуном танків M1 Abrams. Двигун розробила і випускала Lycoming Turbine Engine Division на військовому заводі в Статфорді. У 1995, виробництво було перенесено до Anniston Army Depot у місто Анністон, Алабама після закриття заводу у Статфорді.
Потужність двигуна складає 1,500 к.с. (1,120 кВт) з обертовим моментом 3,754 Н·м на піку. Двигун є багатопаливним, він може використовувати авіаційне пальне, бензин, дизель і морський дизель.